# Paul Svensson
Paul Helge Svensson, född 16 augusti 1974 i Helsingborg, är en svensk TV-kock, krögare och kokboksförfattare.
Svensson har sedan mitten på 1990-talet arbetat på olika krogar i Sverige, bland annat som kreativ ledare för krogarna Bon Lloc och Fredsgatan 12. På meritlistan har han en femteplats i 2003 års Bocuse d'Or (världsmästerskap för kockar) i Lyon. Han har figurerat som TV-kock i både svensk och finsk TV. Svensson var en av kockarna i TV4-programmet Matakuten som fokuserade på skolmaten i svenska grundskolan. 2017–2019 var han en av jurymedlemmarna i Sveriges yngsta mästerkock i samma kanal. Dessutom medverkar han i det finländska livsstilsprogrammet Strömsö.
För övrigt arbetar Svensson som utbildare och föreläsare. Några av hans ämnen är "matfilosofi och trender", "helhetsupplevelser" och "mat för alla sinnen".
Svensson belönades av Måltidsakademien för sin kokbok Paul grillar från mars 2010, i kategorin "Speciallitteratur – metod". Våren 2012 kom kokboken Pauls kök. Hans bok Frukt & Bär A-Ö tilldelades Cajsa Warg-priset som Årets kokbok 2024.
Svensson tävlade i programmet Kockarnas kamp 2012.
År 2020 blev Paul Svensson utsedd till hedersdoktor av Örebro universitet.

## Utmärkelser
- H.M. Konungens medalj av 8:e storleken i högblått band, 28 januari 2025[6]

### Webbkällor
- ”Paul Svensson – Stjärnkock med flera stora utmärkelser i bagaget”. Talarforum. http://www.talarforum.se/paul.svensson. Läst 16 februari 2012.
- ”Paul Svensson”. Gastronomi Sverige. Arkiverad från originalet den 20 mars 2012. https://web.archive.org/web/20120320234633/http://gastronomisverige.se/bocuse-akademien/medlemmar/paul-svensson/. Läst 16 februari 2012.
- ”Paul Svensson”. Norstedts. Arkiverad från originalet den 6 november 2012. https://web.archive.org/web/20121106021550/http://www.norstedts.se/forfattare/Alfabetiskt/S/Paul-Svensson/. Läst 16 februari 2012.